# Olivia Recasens
Olivia Recasens (Antananarivo, Madagascar, 5 d'octubre de 1970) és una periodista francesa. Reportera d'investigació al diari d'ideologia centredretana Le Point on va arribar el 2000, hi va ser directora adjunta a partir del 2010 fins al seu acomiadament al gener del 2017 amb l'acusació de "falta greu", esdeveniment que va ser percebut com un element de la "purga política" duta a terme en el món periodístic per diverses personalitats influents.
Ha coescrit diverses obres sobre les derives del sistema polític francès, els vessants foscos de la policia o la justícia francesa. També ha col·laborat a l'escriptura d'un llibre sobre els vaccins amb el famós infectiòleg marsellès Didier Raoult el 2018 (La vérité sur les vaccins).

## Obres
- Place Beauvau : la face cachée de la police, amb Christophe Labbé i Jean-Michel Décugis (2006)
- Justice la vérité qui dérange, les coulisses du tribunal de Bobigny, amb Christophe Labbé i Jean-Michel Décugis (2007)
- Vive la malbouffe, amb Christophe Labbé i Jean-Luc Porquet (2009)
- L'espion du président, amb Didier Hassoux i Christophe Labbé (2012)
- Vive la malbouffe, à bas le bio, amb Christophe Labbé i Jean-Luc Porquet (2013)
- Informer n'est pas un délit, obra col·lectiva (2015)
- Bienvenue place Beauvau, amb Didier Hassoux i Christophe Labbé (2017)
- La vérité sur les vaccins, amb el professor Didier Raoult (2018)